# Индиана Джонс и храм судьбы
«Индиана Джонс и храм судьбы» (англ. Indiana Jones and the Temple of Doom) — американский приключенческий боевик, снятый в 1984 году режиссёром Стивеном Спилбергом по сюжету, нaписaнному исполнительным продюсером Джорджем Лукaсом. Второй фильм серии фильмов о приключениях археолога и искателя приключений Индианы Джонса, в исполнении Харрисона Форда. Приквел первого фильма серии «Индиана Джонс: В поисках утраченного ковчега». Восьмой полнометражный фильм, выпущенный компанией Lucasfilm. На сценарий фильма оказал влияние классический фильм «Ганга Дин» 1939 года.

## Сюжет
Действие фильма происходит в 1935 году и начинается в Шанхае. Спасаясь от гангстеров банды Лао Че, Индиана Джонс и его спутники — певица шанхайского варьете Уилли Скотт и 11-летний китайский мальчик по прозвищу «Коротышка» — улетают на самолёте в направлении Индии. Над Гималаями пилоты спрыгивают с парашютом, и троице приходится спланировать из падающего самолёта на надувной лодке в реку. После опасного рафтинга герои попадают в деревню Маяпур где-то в Северной Индии. Неподалёку от деревни находится храм Панкот, где кровожадные туги, возглавляемые Мола Рамом, поклоняются Кали, богине смерти и уничтожения. Индиана решает помочь жителям деревни и вернуть им священный камень лингам, похищенный тугами, а заодно и освободить детей, которых туги используют в качестве рабов.
Добравшись до храма, троица неожиданно встречается с премьер-министром храма Чаттар Лалом, который оказывает радушный приём гостям. Вечером они приглашены на роскошный банкет, который даёт малолетний махараджа Залим Сингх. Однако после банкета в комнату Индианы проникает наёмный убийца, и археолог только чудом остаётся жив. В комнате Уилли он находит секретный проход в систему коридоров под храмом. Вместе с ним бегут Коротышка и Уилли. Беглецы замечают множество детей, которых заставляют трудиться на подземных рудниках: они ищут остальные священные камни. Они попадают в тайный подземный храм Кали, где туги проводят ритуал поклонения богине и готовятся принести ей человеческую жертву. Ритуал проводит жрец Мола Рам. Инди замечает три священных камня и пытается похитить их, но всю троицу задерживают. Инди заставляют выпить зелье, которое вводит его в транс, известный как «Чёрный сон Кали Ма». Уилли Скотт захватывают поклонники культа и собираются принести девушку в жертву. В последний момент Инди освобождается от дурмана и останавливает клетку с Уилли, которую опускали в огненный колодец с лавой на дне. Инди забирает три камня и отправляется к рудникам, чтобы освободить детей-рабов. Его пытается остановить махараджа Сингх, который под воздействием зелья имеет власть над Индианой, управляя им через куклу Вуду. Однако его останавливает Коротышка, который выбивает куклу из рук мальчика и приводит в чувства.
Главные герои бегут из подземного храма на вагонетке по ветке подземной железной дороги (Сингх подсказал им путь). Мола Рам распоряжается открыть шлюзы и пустить вслед беглецам поток из подводной реки. В последний момент беглецы спасаются от бурной воды. Они выбираются на поверхность и переходят по подвесному мосту, протянутому над рекой, кишащей крокодилами. Их настигают Рам и его приспешники, но Индиана обрубает канаты моста трофейной саблей, в результате чего несколько приспешников падают в пасти к крокодилам, а выжившие висят над рекой и пытаются спастись. Борясь с Мола Рамом, Инди взывает к имени Шивы, бога справедливости и правосудия, и обвиняет злого жреца в предательстве. Соединившись вместе, священные камни начинают светиться и раскаляются докрасна, а затем прожигают сумку Инди. Два из них выпадают; Мола Рам пытается поймать третий, но камень обжигает ему руку, после чего злодей падает с моста в реку, где его тоже съедают крокодилы. Инди благополучно ловит камень и взбирается наверх. В этот момент прибывает Сингх и приводит на помощь стрелковую роту Британской Индийской армии под командованием капитана Филипа Блумберта, и бойцы открывают огонь по тугам, чтобы отогнать врага; выжившие туги пытаются скрыться, но сталкиваются с другим отрядом бойцов, оказавшимся на их стороне реки, и те вынуждают злодеев сдаться. Инди, Уилли и Коротышка благополучно возвращаются в Маяпур со священным камнем и освобождёнными детьми.

## В ролях
| Актёр         | Роль             |
| ------------- | ---------------- |
| Харрисон Форд | Индиана Джонс    |
| Кейт Кэпшоу   | Уилли Скотт      |
| Куан Ке Хюи   | Коротышка        |
| Амриш Пури    | Мола Рам         |
| Рой Цяо Хун   | Лао Чэ           |
| Рошан Сет     | Чаттар Лал       |
| Филип Стоун   | капитан Блумберт |
| Дэвид Йип     | У Хань           |
| Рик Ян        | Као Кань         |
| Чуа Ка Чжу    | Цзю Чэнь         |
| Дэн Эйкройд   | Уэбер            |

## Производство

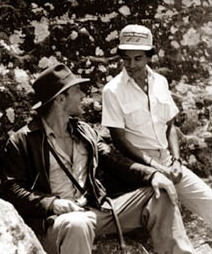
Форд и Чандран Рутнам в Хантане, Шри-Ланка, 1983

Съёмки проходили в Лондоне и Шри-Ланке. К съёмкам приступили 18 апреля 1983 года в Канди и перешли 5 мая в Elstree Studios в Хартфордшире (Великобритания). Фрэнк Маршалл вспоминал: «После съёмок сцены с жуками, члены съёмочной группы по возвращении домой находили жуков в своих волосах, одежде и обуви». Грамотная установка света Дугласом Слокомбом помогла скрыть факт того, что 80 % съёмок прошли в павильоне.
Танцевальный номер в первой сцене поставил Дэнни Дэниэлс, а актрисе Кэпшоу пришлось брать уроки чечётки и петь на китайском языке. Однако платье на актрисе, сшитое из бисера 1920—1930-х годов дизайнером Барбарой Метерой, было столь узким, что едва позволяло танцевать. Танцевальный номер в начале фильма снимался последним, хотя само платье показывалось в других сценах сушащимся на дереве. К несчастью, слон начал его есть и порвал всю заднюю часть платья. Метере пришлось восстанавливать платье из остатков бисера, в чём ей помогал художник по костюмам Энтони Пауэлл.
Для создания верёвочного моста производители фильма обратились к группе британских инженеров из «Balfour Beatty», работавших на дамбе Виктория (Шри-Ланка) неподалёку. У Харрисона Форда была межпозвоночная грыжа, когда ему пришлось исполнить сальто в сцене борьбы с убийцей в спальне. Для актёра на съёмочную площадку доставили больничную койку, на которой тот отдыхал в перерывах между съёмками. Лукас отметил: «Он едва держался на ногах, но всё же был там каждый день, так что съёмки не прекращались». Лукас не приостановил съёмку, когда 21 июня Форда увезли в калифорнийский Centinela Hospital. Пять недель Форда заменял дублёр Вик Армстронг, а его жена заменяла Кэпшоу.
В Макао (тогда колония Португалии) снимали сцены, происходящие в Шанхае, пока Слокомб страдал от лихорадки и с 24 июня по 7 июля не мог работать. Форд вернулся на съёмки 8 августа. Несмотря на сложности при съёмках Спилберг успевал по срокам и соблюдал бюджет, завершив основные съёмки 26 августа. Досъёмки проходили в каньоне Снейк Ривер в штате Айдахо (США), на горе Маммот, на реках Теламни и Американ-Ривер, в Йосемитском национальном парке, долине Сан-Хоакин, базе ВВС США Гамильтон (Новато, Калифорния) и Аризоне. Фрэнк Маршалл снимал массовку в январе 1984 года во Флориде, используя аллигаторов вместо крокодилов. Для сцены погони в шахте использовались американские горки и манекены вместо живых актёров, а также кукольная мультипликация.
После первого просмотра фильма Спилберг и Лукас решили, что он слишком быстрый и добавили несколько спокойных кадров, чтобы у зрителя было время перевести дыхание.

## Реакция
Второй фильм об Индиане Джонсе вышел существенно более мрачным и кровавым, чем его искромётный предшественник. Сам Спилберг позднее признал, что создатели переборщили «с подземельями и ужасами». Дэйв Кер пошутил, что сценаристами двигали чувства сродни неодолимому стремлению 10-летнего мальчишки перепугать до полусмерти маленькую сестрёнку, размахивая прямо перед её лицом дохлым червяком.
Тем не менее, разработанные для фильма спецэффекты получили широкое признание. Работавшая над ними группа специалистов была удостоена премий BAFTA и «Оскар» за лучшие визуальные эффекты. Прибыль от проката фильма более чем в 10 раз превысила затраты на его производство.

## Награды и номинации
| Категория                              | Номинанты                                                        | Итог           |
| «Оскар» (1985)                         | «Оскар» (1985)                                                   | «Оскар» (1985) |
| -------------------------------------- | ---------------------------------------------------------------- | -------------- |
| Лучшие визуальные эффекты              | Деннис Мюрен, Майкл Дж. МакАлистер, Лорни Петерсон, Джордж Гиббс | Победа         |
| Лучшая музыка (Оригинальный саундтрек) | Джон Уильямс                                                     | Номинация      |
| BAFTA (1985)                           |                                                                  |                |
| Лучшие специальные визуальные эффекты  | Деннис Мюрен, Джордж Гиббс, Майкл Дж. МакАлистер, Лорни Петерсон | Победа         |
| Лучший монтаж                          | Майкл Кан                                                        | Номинация      |
| Лучшая операторская работа             | Дуглас Слокомб                                                   | Номинация      |
| Лучший звук                            | Бен Бёртт, Саймон Кэй, Лорел Ладевич                             | Номинация      |
| «Сатурн» (1985)                        |                                                                  |                |
| Лучший фильм-фэнтези                   |                                                                  | Номинация      |
| Лучший режиссёр                        | Стивен Спилберг                                                  | Номинация      |
| Лучший сценарий                        | Уиллиард Хайк и Глория Кац                                       | Номинация      |
| Лучший актёр                           | Харрисон Форд                                                    | Номинация      |
| Лучший молодой актёр или актриса       | Куан Ке Хюи                                                      | Номинация      |
| Лучшие костюмы                         | Энтони Пауэлл                                                    | Номинация      |
| Лучший грим                            | Том Смит                                                         | Номинация      |
| «Молодой актёр» (1985)                 |                                                                  |                |
| Лучший молодой актёр второго плана     | Куан Ке Хюи                                                      | Победа         |
| «Сатурн» (2004)                        |                                                                  |                |
| Лучший DVD-сборник                     | Приключения Индианы Джонса — DVD-Коллекция                       | Победа         |